# U-60 (tàu ngầm Đức) (1939)
U-60 là một tàu ngầm duyên hải  Lớp Type II thuộc phân lớp Type IIC được Hải quân Đức Quốc Xã chế tạo vào đầu Chiến tranh Thế giới thứ hai. Những tàu ngầm Type II vốn quá nhỏ để có thể tiến hành các chiến dịch cách xa căn cứ nhà, nên U-60 chủ yếu đảm nhiệm vai trò tàu huấn luyện tại các trường tàu ngầm Đức. Được huy động do tình trạng thiếu hụt tàu ngầm sau khi xung đột bùng nổ, nó thực hiện được chín chuyến tuần tra tại Bắc Hải và chung quanh quần đảo Anh, đánh chìm ba tàu buôn tổng tải trọng 7.561 gross register tons (GRT) và gây hư hại cho một chiếc khác 15.434 GRT, trước khi quay trở lại vai trò huấn luyện. U-60 cuối cùng bị đánh đắm tại Wilhelmshaven trong kế hoạch Regenbogen vào tháng 5, 1945.

## Thiết kế và chế tạo
Phân lớp Type IIC là một phiên bản lớn hơn của Type IIB dẫn trước. Chúng có trọng lượng choán nước 291 t (286 tấn Anh) khi nổi và 341 t (336 tấn Anh) khi lặn); tuy nhiên tải trọng tiêu chuẩn được công bố chỉ có 250 tấn Anh (254 t). Chúng có chiều dài chung 43,90 m (144 ft 0 in), lớp vỏ trong chịu áp lực dài 29,60 m (97 ft 1 in), mạn tàu rộng 4,08 m (13 ft 5 in), chiều cao 8,40 m (27 ft 7 in) và mớn nước 3,82 m (12 ft 6 in).
Chúng trang bị hai động cơ diesel MWM RS 127 S 6-xy lanh 4 thì công suất 700 mã lực mét (510 kW; 690 shp) để đi đường trường và hai động cơ/máy phát điện Siemens-Schuckert PG VV 322/36 tổng công suất 460 mã lực mét (340 kW; 450 shp) để lặn, hai trục chân vịt và hai chân vịt đường kính 0,85 m (3 ft). Các con tàu có thể lặn đến độ sâu 80–150 m (260–490 ft). Chúng đạt được tốc độ tối đa 12 kn (22 km/h) trên mặt nước và 7 kn (13 km/h) khi lặn,  với tầm hoạt động tối đa 3.800 nmi (7.000 km) khi đi tốc độ đường trường 8 kn (15 km/h), và 35–42 nmi (65–78 km) ở tốc độ 4 kn (7,4 km/h) khi lặn.
Vũ khí trang bị bao gồm ba ống phóng ngư lôi 53,3 cm (21 in) trước mũi, mang theo tổng cộng năm quả ngư lôi hoặc cho đến 12 quả thủy lôi TMA. Một pháo phòng không 2 cm (0,79 in) cũng được trang bị trên boong tàu. Thủy thủ đoàn bao gồm 25 sĩ quan và thủy thủ.
U-60 được đặt hàng vào ngày 21 tháng 7, 1937. Nó được đặt lườn tại xưởng tàu của hãng Deutsche Werke tại Kiel vào ngày 1 tháng 0, 1937, hạ thủy vào ngày 1 tháng 6, 1939, và nhập biên chế cùng Hải quân Đức Quốc Xã vào ngày 22 tháng 7, 1939 dưới quyền chỉ huy của Hạm trưởng, Trung úy Hải quân Georg Schewe.

## Lịch sử hoạt động
U-60 chủ yếu đảm nhiệm vai trò tàu huấn luyện tại các trường tàu ngầm Đức, nhưng do tình trạng thiếu hụt tàu ngầm ngay sau khi Thế Chiến II bùng nổ, nó đã thực hiện được chín chuyến tuần tra tại khu vực Bắc Hải và chung quanh quần đảo Anh, đánh chìm ba tàu buôn tổng tải trọng 7.561 gross register tons (GRT) và gây hư hại cho một chiếc khác 15.434 GRT.

### 1939

#### Chuyến tuần tra thứ nhất và thứ hai
Chuyến tuần tra đầu tiên của U-60 xuất phát từ Kiel để hoạt động tại Bắc Hải gần bờ biển Na Uy, nhưng không mang lại kết quả. Trong chuyến tiếp theo, nó rải thủy lôi ngoài khơi vào ngày 15 tháng 12, đưa đến việc chiếc tàu buôn Anh City of Kobe trúng thủy lôi và đắm bốn ngày sau đó.

### 1940

#### Chuyến tuần tra thứ ba, thứ tư , thứ năm và thứ sáu
U-60 thực hiện chuyến tuần tra thứ ba tại khu vực phía Nam của Bắc Hải, nhưng không có kết quả. Trong cả ba chuyến tuần tra tiếp theo, chiếc tàu ngầm hoạt động xa hơn về phía Bắc đến tận bờ biển phía Đông Scotland và bờ biển Na Uy, nhưng vẫn không đánh chìm được mục tiêu nào.

#### Chuyến tuần tra thứ bảy
Trong chuyến tuần tra thứ bảy, vào ngày 1 tháng 8, U-60 bị tàu ngầm Hà Lan O 21 tấn công bằng hai quả ngư lôi từ khoảng cách 2.000 m (2.200 yd) lúc 16 giờ 15 phút nhưng không trúng đích; U-60 đã không nhận biết cuộc tấn công này. Đến khoảng 18 giờ 00, tàu ngầm Hà Lan O 22 lại phát hiện U-60 nhưng không thể tấn công do khoảng cách quá xa. Sang ngày hôm sau 2 tháng 8, chiếc tàu ngầm Đức bị những máy bay ném bom Junkers Ju 88 thuộc Không đoàn KG 30 xuất phát từ Stavanger, Na Uy tấn công nhầm. Đến ngày 13 tháng 8, U-60 đã phóng ngư lôi đánh chìm chiếc tàu buôn Thụy Điển Nils Gorthan ở vị trí 25 nmi (46 km) về phía Bắc Malin Head, ở cực Bắc đảo Ireland. Sau chuyến tuần tra này, U-58 chuyển sang căn cứ vừa mới chiếm được tại cảng Lorient, bên bờ biển Đại Tây Dương của Pháp, đến nơi vào ngày 18 tháng 8.

#### Chuyến tuần tra thứ tám
Trong chuyến tuần tra tiếp theo, vào ngày 31 tháng 8, U-60 đã phóng ngư lôi tấn công chiếc tàu buôn Hà Lan Volendam ở vị trí khoảng 200 nmi (370 km) về phía Tây Gweedore, Ireland. Một quả ngư lôi trúng đích, và một quả nữa không kích nổ nhưng ghim vào sườn chiếc tàu buôn, giúp Volendam sống sót. Sang ngày 3 tháng 9, U-60 phóng ngư lôi đánh chìm tàu buôn Anh Ulva ở vị trí 180 nmi (330 km) về phía Tây Bắc đảo Inishtrahull, về phía Bắc Ireland.

#### Chuyến tuần tra thứ chín
U-60 rời căn cứ Lorient vào ngày 16 tháng 9 cho chuyến tuần tra cuối cùng trong chiến tranh để đi sang cảng Bergen, Na Uy. Trên đường đi nó phải băng qua khe GIUK giữa các quần đảo Faroe và Shetland, đi đến cảng Na Uy vào ngày 2 tháng 10. Sau đó nó quay về cảng Kiel vào ngày 8 tháng 10.

### 1941 - 1945
Từ tháng 10, 1940, U-60 quay trở lại vai trò tàu huấn luyện cho đến hết chiến tranh. Vào giai đoạn kết thúc xung đột, theo dự định của kế hoạch Regenbogen, nó bị đánh đắm tại Wilhelmshaven vào ngày 5 tháng 5, 1945 để tránh lọt vào tay lực lượng Đồng Minh. Xác tàu đắm được trục vớt và tháo dỡ sau chiến tranh.

### Tóm tắt chiến công
U-60 đã đánh chìm ba tàu buôn đối phương có tổng tải trọng 7.561 gross register tons (GRT) và gây hư hại cho một chiếc khác 15.434 GRT:
| Ngày              | Tên tàu      | Quốc tịch     | Tải trọng | Số phận            |
| ----------------- | ------------ | ------------- | --------- | ------------------ |
| 19 tháng 12, 1939 | City of Kobe | Liên hiệp Anh | 4.373     | Bị đánh chìm (mìn) |
| 13 tháng 8, 1940  | Nils Gorthon | Thụy Điển     | 1.787     | Bị đánh chìm       |
| 31 tháng 8, 1940  | Volendam     | Hà Lan        | 15.434    | Bị hư hại          |
| 3 tháng 9, 1940   | Ulva         | Liên hiệp Anh | 1.401     | Bị đánh chìm       |